# Baucau (Verwaltungsamt)
| \| \| |
|       |

|  |

Baucau ist ein osttimoresisches Verwaltungsamt (portugiesisch Posto Administrativo) in der Gemeinde Baucau. Der Verwaltungssitz liegt in Afagua Manufai, im Suco Uailili.

## Geographie
Bis 2014 wurden die Verwaltungsämter noch als Subdistrikte bezeichnet. Das Verwaltungsamt Baucau liegt im Norden der Gemeinde Baucau an der Straße von Wetar. Im Westen befindet sich das Verwaltungsamt Vemasse, im Osten Laga, im Südosten Quelicai Antigo, Quelicai und Matebian und im Süden Venilale. Die Grenze zu Laga wird vom Fluss Borauai gebildet. Beim Ort Seiçal mündet der gleichnamige Fluss, der den Ostteil des Verwaltungsamts ganzjährig mit Wasser versorgt. Die Region um Baucau ist ein traditionelles Reisanbaugebiet in Höhen bis zu 500 m. Viele der Reisterrassen sind bereits mehrere hundert Jahre alt. Weit verbreitet sind hier verschiedene Arten von Fröschen der Gattung Fejervarya, Schlangen und Geckos.
Das Verwaltungsamt hat eine Fläche von 369,62 km². Die äußeren Grenzen Baucaus haben sich durch die Gebietsreform 2015 nicht verändert, im Gegensatz zu den Grenzen der Sucos innerhalb des Verwaltungsamtes. Das Verwaltungsamt Baucau teilt sich in die 13 Sucos Bahu (Bahú), Bucoli, Buibau (Boibau, Boebau, Buibao), Builaique (Builai), Buruma, Caibada (Caibada Uaimua), Caibada Makasa’e (Caibada Macasa), Gariuai, Samalari, Seiçal (Seical, Seisal, Ceisal), Tirilolo (Trilolo), Triloca (Triloka, Triloco) und Uailili (Wailili). Diese unterteilen sich wiederum in 65 Aldeias.
Etwa 6 km südwestlich der Stadt Baucau liegt im Suco Bahu der Flughafen Baucau (ehemals Cakung Airport, IATA code: BCH), der einzige Flughafen Osttimors, auf dem größere Maschinen als die Boeing 737 landen können. Er wird in erster Linie für militärische und Versorgungsflüge genutzt. Reguläre, zivile Flugverbindungen nach Baucau sind zurzeit nicht im internationalen Buchungssystem der Fluggesellschaften vermerkt. In Buruma befindet sich das Gefängnis der Region. Es bietet Platz für 120 Gefangene.

Klimadaten
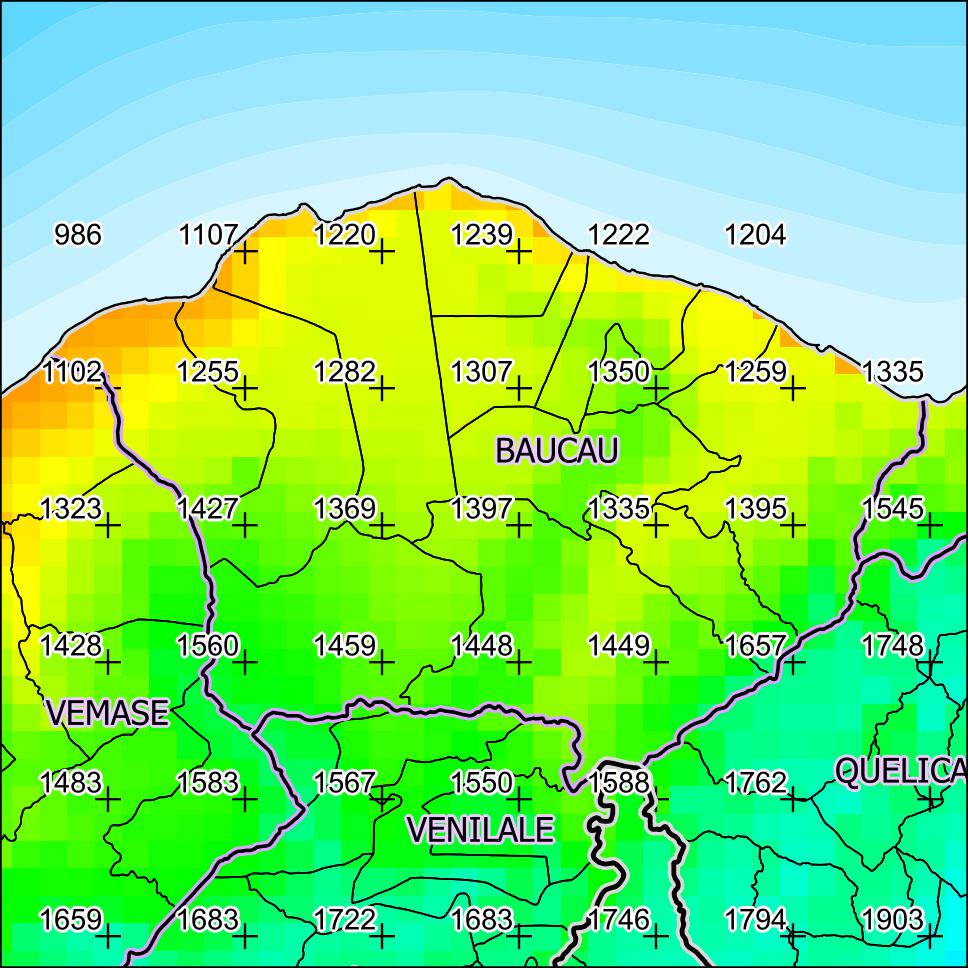
Jährliche Niederschlagsmenge (2000)
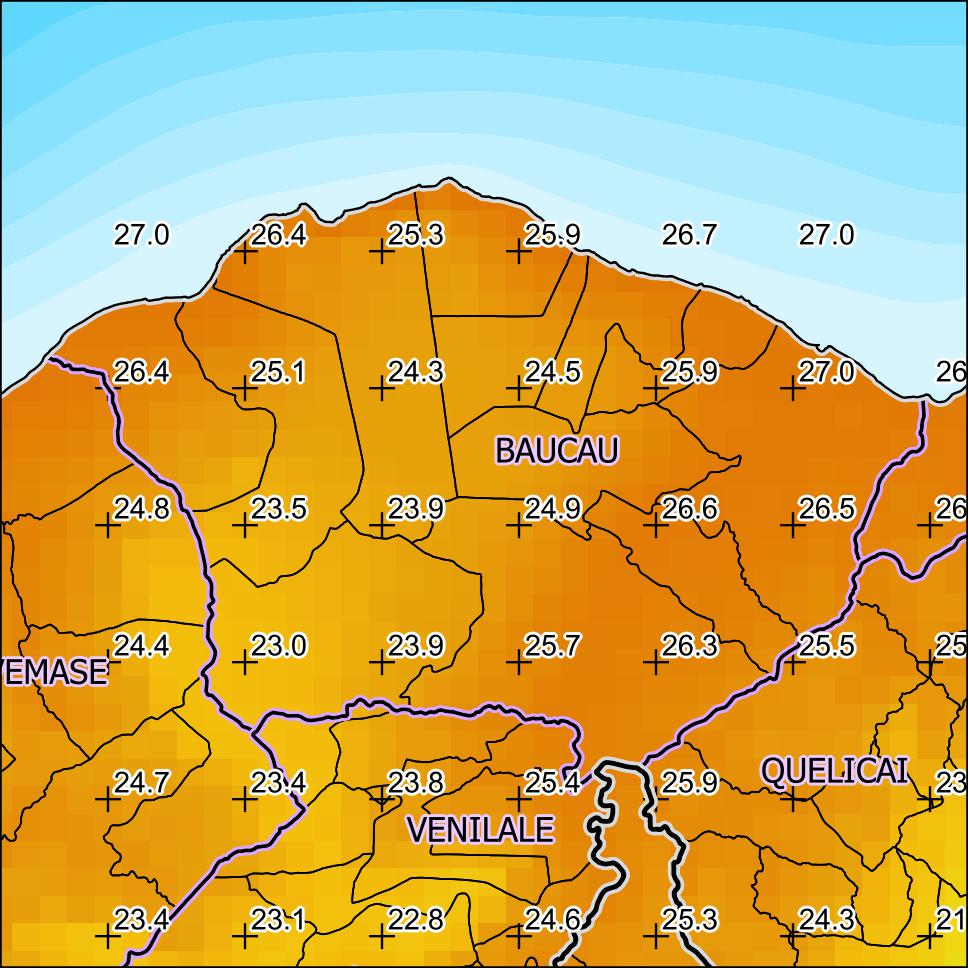
Jahresdurchschnittstemperatur (2000)
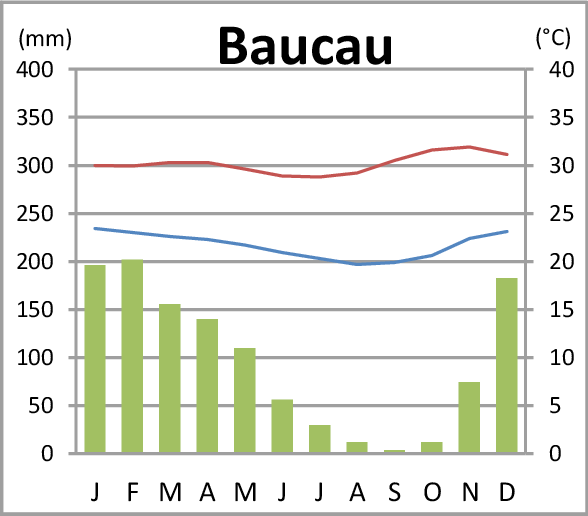
Klimadiagramm

## Einwohner
Im Verwaltungsamt leben 54.964 Einwohner (2022), davon sind 27.665 Männer und 27.299 Frauen. In Baucau gibt es 9.916 Haushalte. Die größte Sprachgruppe bilden die Sprecher der Nationalsprache Makasae. Der Altersdurchschnitt beträgt 18,7 Jahre (2010, 2004: 18,4 Jahre).

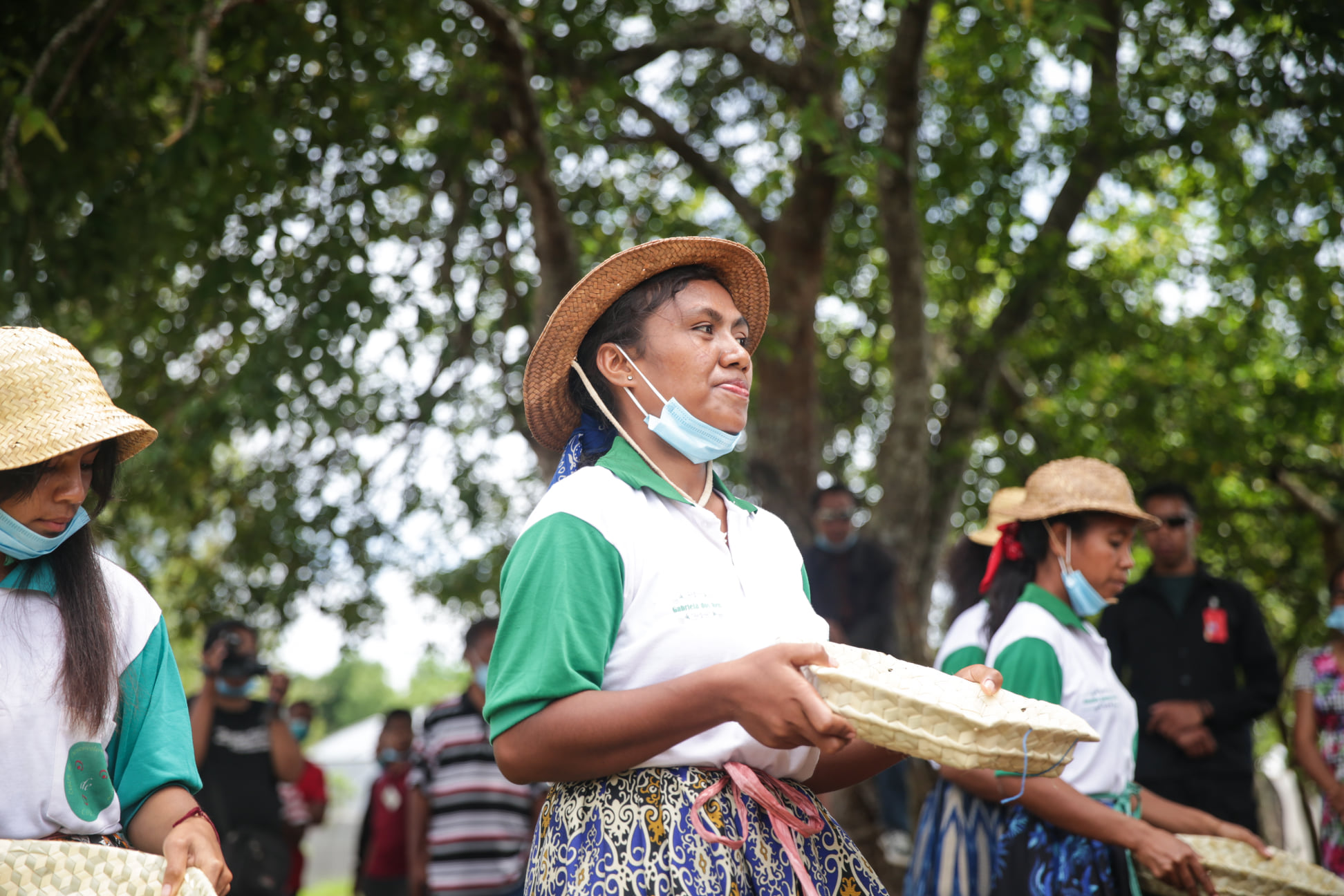
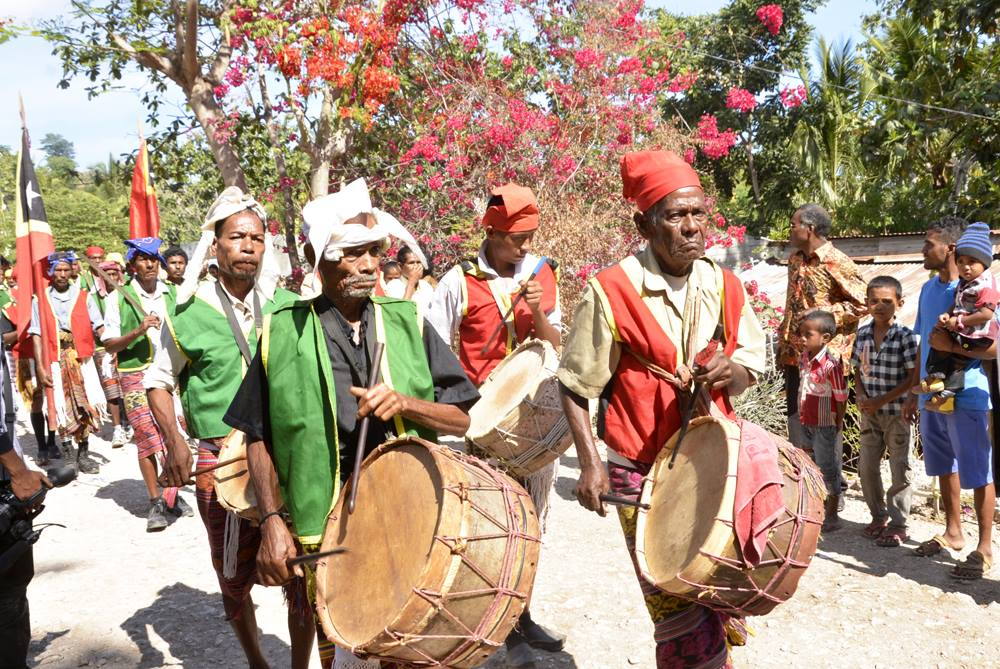
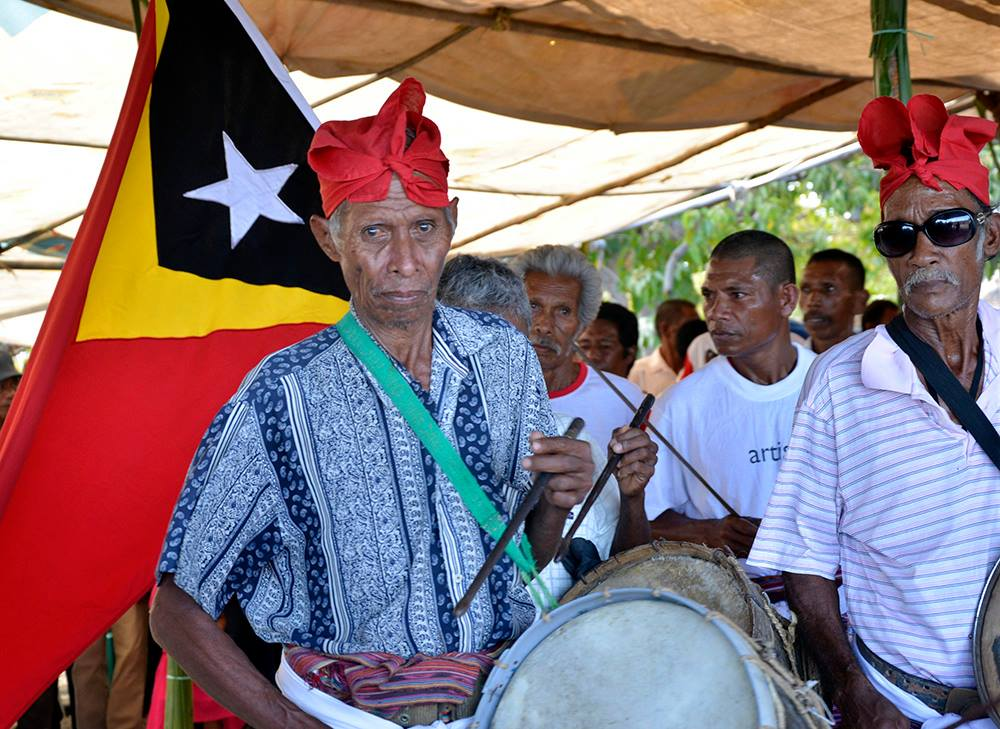

## Geschichte

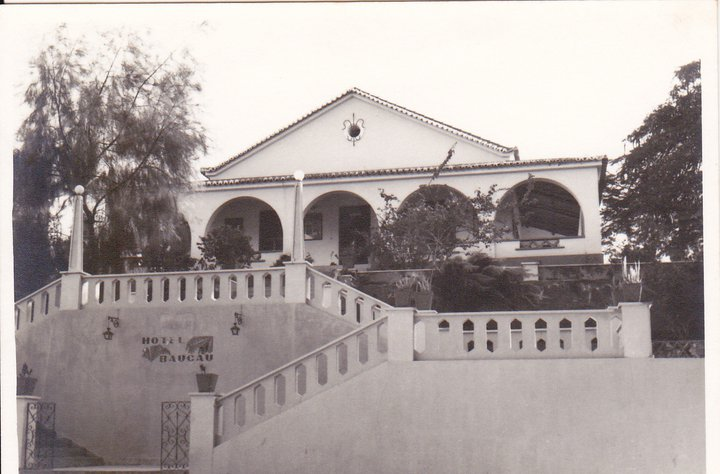
Die Pousada (1970)

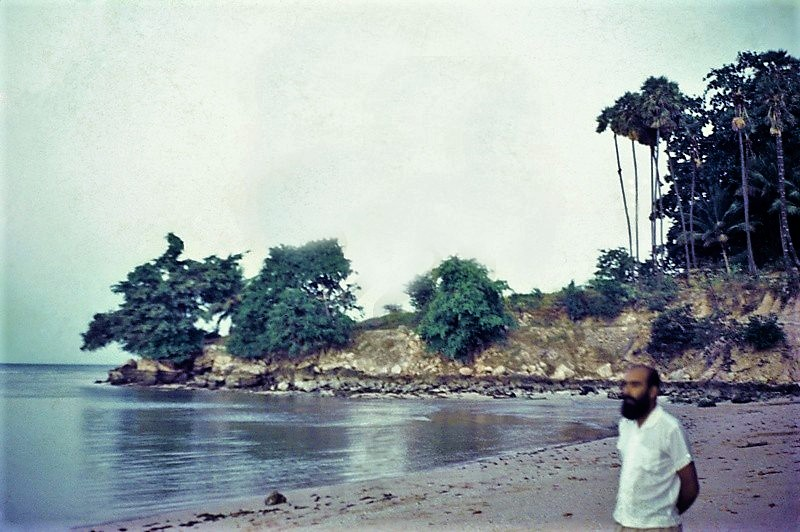
Strand von Baucau (1966)

Mehrere Tausend Jahre alte Felsmalereien fanden sich in Lie Siri, Lie Kere, Lie Kere 2 und Lie Baai, auf dem Hochplateau von Baucau.
Buibau war eines der traditionellen Reiche Timors, die von einem Liurai regiert wurden. Es erscheint auf einer Liste von Afonso de Castro, einem ehemaligen Gouverneur von Portugiesisch-Timor, der im Jahre 1868 47 Reiche aufführte. Im April 1896 schloss der Liurai von Buibau mit Portugal einen schriftlichen Vertrag über seinen Vasallenstatus. Es gibt Quellen, die angeben, dass Buibau, Samalari, Uailili und Gariuai vor und während der gesamten Kolonialzeit im Reich Fatumaka vereinigt waren, deren Einwohner auch heute noch einen eigenen Dialekt des Makasae, das Makasae Fatumaka sprechen.
Die Stadt Baucau war der zweite Ort im Osten Timors, der von den Portugiesen gegründet wurde. Sie entwickelte sich zum kolonialen Verwaltungszentrum der Region. 1912 brach in Baucau ein Aufstand gegen die portugiesischen Kolonialherren aus. Marinesoldaten des Kanonenbootes Pátria unter Leutnant Jaime do Inso mussten zwischen dem 29. Juni und 25. Juli den Ort gegen die Aufständischen verteidigen. Der Aufstand wurde aber schnell niedergeschlagen. Dabei sollen 2000 Menschen ums Leben gekommen sein.
Während des Putschversuchs der UDT im August 1975 führte sie zwei Haftzentren im Verwaltungsamt Baucau. Eines befand sich in der heutigen Pousada de Baucau in Baucau, das zweite in Descascadeira, einer Reismühle in Bahu. Meistens wurden die Gefangenen erst einige Tage in der Pousada gehalten, wo sie von lokalen UDT-Führern verhört wurden. Dann wurden sie zur Descascadeira gebracht. Insgesamt sind 30 FRETILIN-Kämpfer hier gefangen gehalten worden. Sie berichteten von Misshandlungen und Folter. So wurden sie mit Peitschen geschlagen, getreten und verprügelt. Nach dem Sieg der FRETILIN wurden nun an beiden Orten UDT- und APODETI-Anhänger gefangen gehalten. Auch sie berichten von Schlägen.

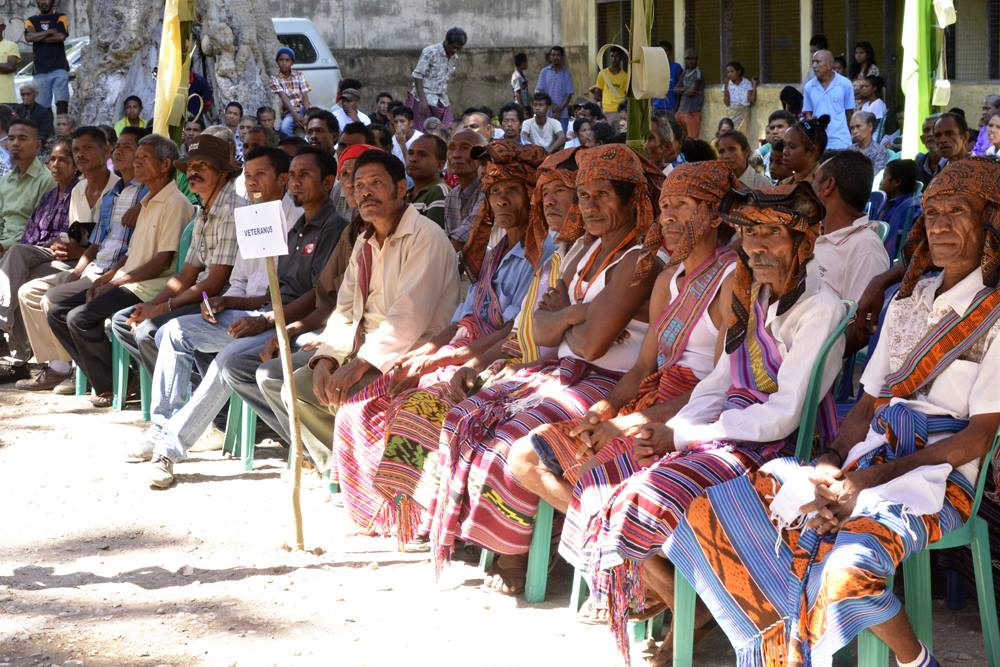
Veteranen des Unabhängigkeitskampfes aus Caibada

Am 9. Dezember 1975 besetzten die Indonesier die Stadt Baucau. Dem Bombardement aus der Luft und von der See aus folgten indonesische Fallschirmspringer. Mehrere Stunden leisteten die Kämpfer der FALINTIL Widerstand, bis sie sich in das Hinterland zurückzogen. Zwischen 1975 und 1980 kam es zu schweren Menschenrechtsverletzungen, wie Verhaftungen und Folter. In der Stadt gab es sechs Haftzentren, darunter wieder die Pousada de Baucau (in dieser Zeit Flamboyan Hotel). Außerdem wurden Ende 1979 zwangsumgesiedelte Osttimoresen in der Altstadt interniert.
Am 29. Mai 1997 fanden Wahlen statt, bei denen Vertreter Osttimors für das indonesische Parlament gewählt werden sollten. Im Umfeld kam es landesweit zu mehreren Attacken auf die indonesische Besatzungsmacht und ihre Unterstützer. In Baucau wurden am 28. Mai der ehemalige Chef des Distriktsparlaments Miguel Baptismo da Silva (1987 bis 1992) und seine Frau ermordet. In Seiçal fand die Abstimmung mit einem Tag Verspätung am 30. Mai statt, weil das Wahllokal von Unbekannten angegriffen worden war. Dabei wurde Abinau Salay, ein Wahlhelfer und Mitglied einer Wanra mit einer Machete verletzt. In Folge wurden zehn Personen verhaftet.
Im November 2002 gab es Tote bei Ausschreitungen in Baucau.
Herrscher von Baucau
- Dom Manuel Delgado Ximenes (1884 bis nach 1893)
- Dom Francisco da Costa Freitas (1899–1922) (Sohn von Dom Domingos da Costa Freitas von Vemasse)
- Tomás da Costa Soares (1922–1929) (Schwager)
- Nai Cipriano da Silva Correia (1981–1999) (Sohn von Caspar da Costa Correia von Seiçal)

## Politik

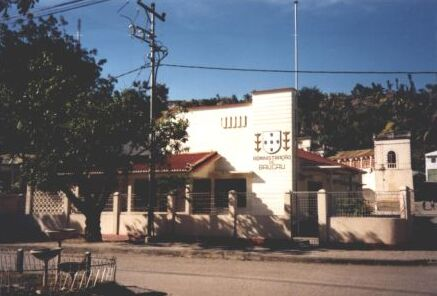
Ehemaliger Sitz des Verwaltungsamtes im Suco Bahu

Der Administrator des Verwaltungsamts wird von der Zentralregierung in Dili ernannt. 2015 war dies Regina de Sousa, 2016 Francisco Ximenes. und 2023 Isencinio António da Silva.

## Wirtschaft
47 % der Haushalte im Verwaltungsamt bauen Mais an, 39 % Kokosnüsse, 35 % Maniok, 29 % Reis (in und am Seiçal, in Buibau und Samalari), 9 % Kaffee und 30 % Gemüse.
In Triloca wurde ein Testgelände errichtet, in dem neue Pflanzensorten getestet und landwirtschaftliche Methode den Einheimischen beigebracht werden. Zudem gibt es dort eine Seidenraupenzucht und eine Baumschule für Obstbäume.
Seit November 2008 versorgt das erste Wasserkraftwerk Osttimors in Gariuai Baucau mit Elektrizität. Es wurde mit norwegischer Hilfe vier Kilometer vom Ort entfernt errichtet. Zuvor wurde Strom mit Dieselgeneratoren erzeugt.

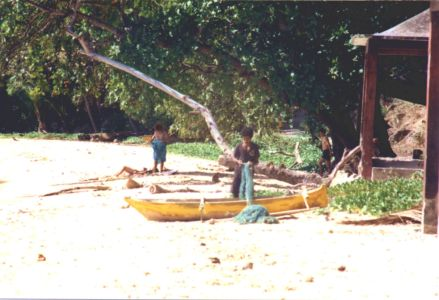
Fischer am Strand von Baucau
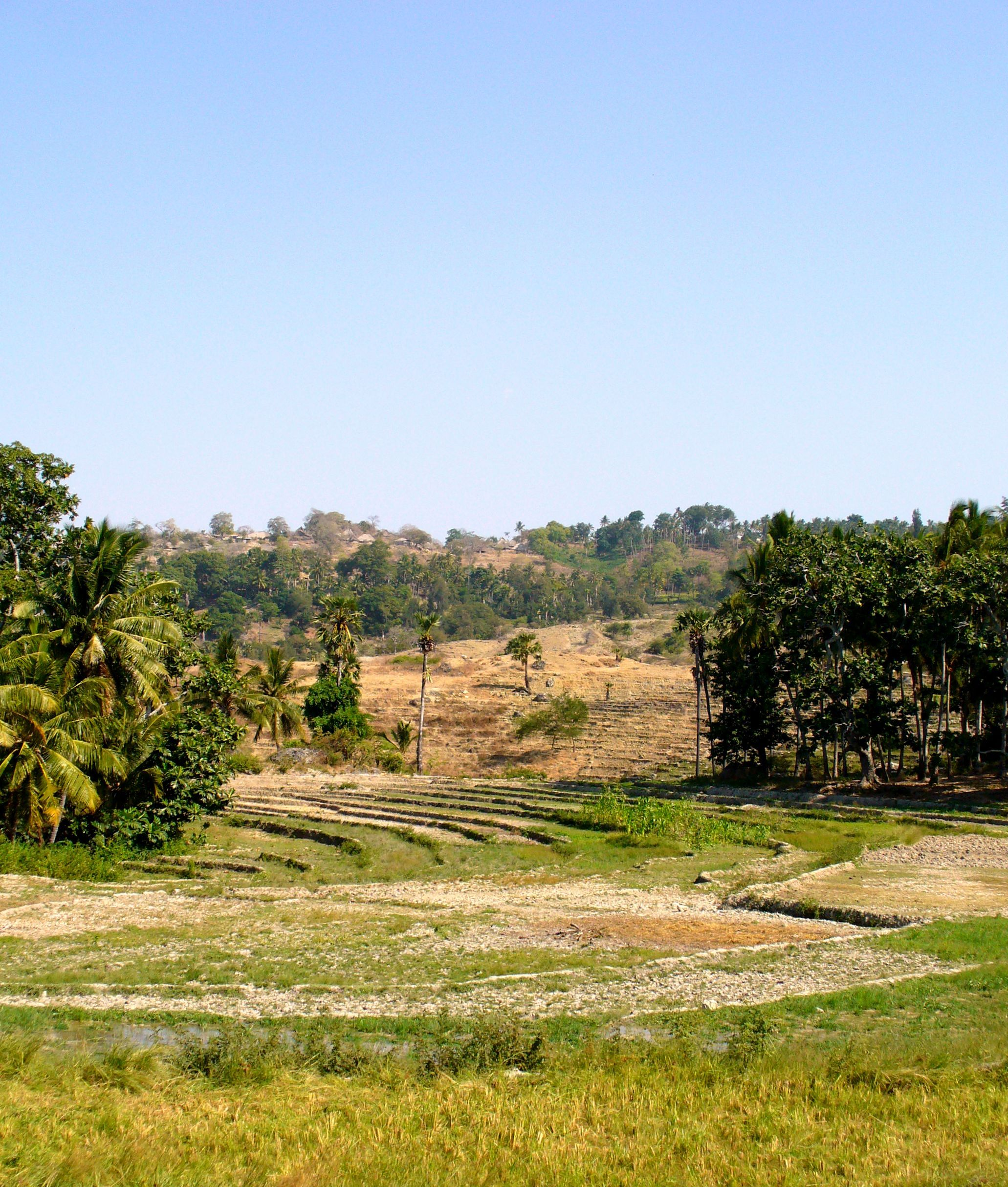
Felder bei Baucau
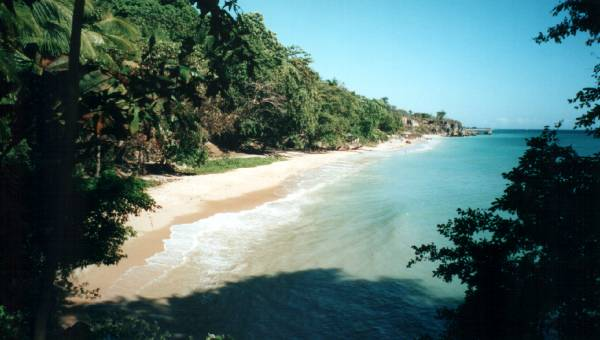
Strand von Uatabo, Baucau
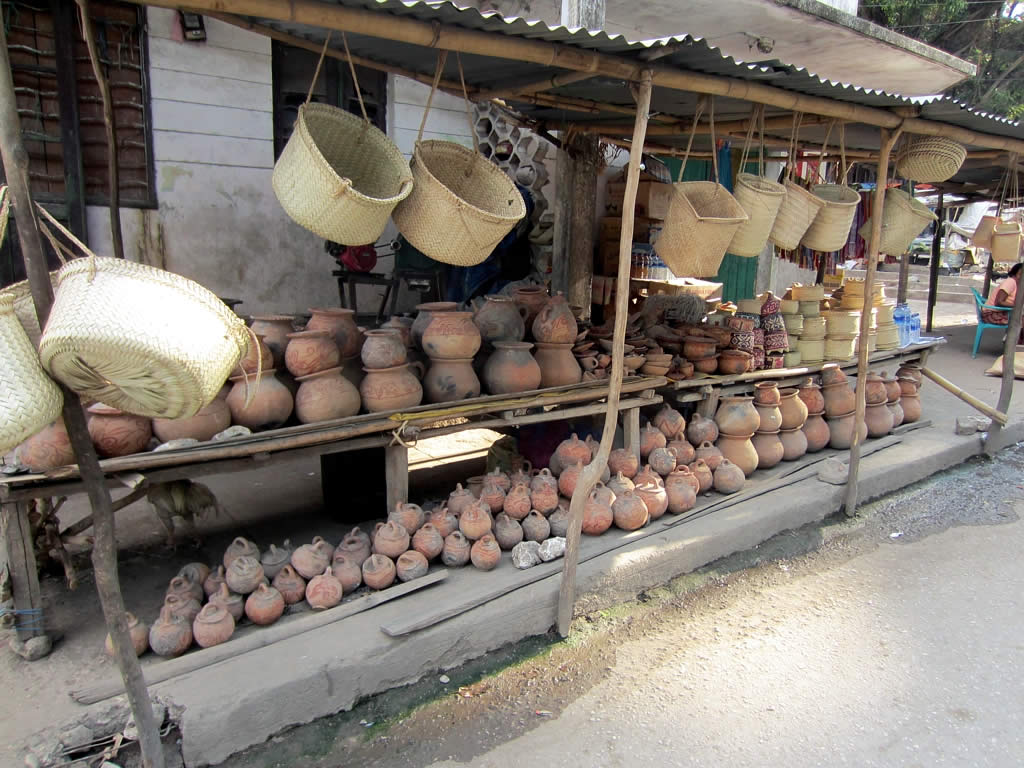
Krüge und Körbe auf dem Markt
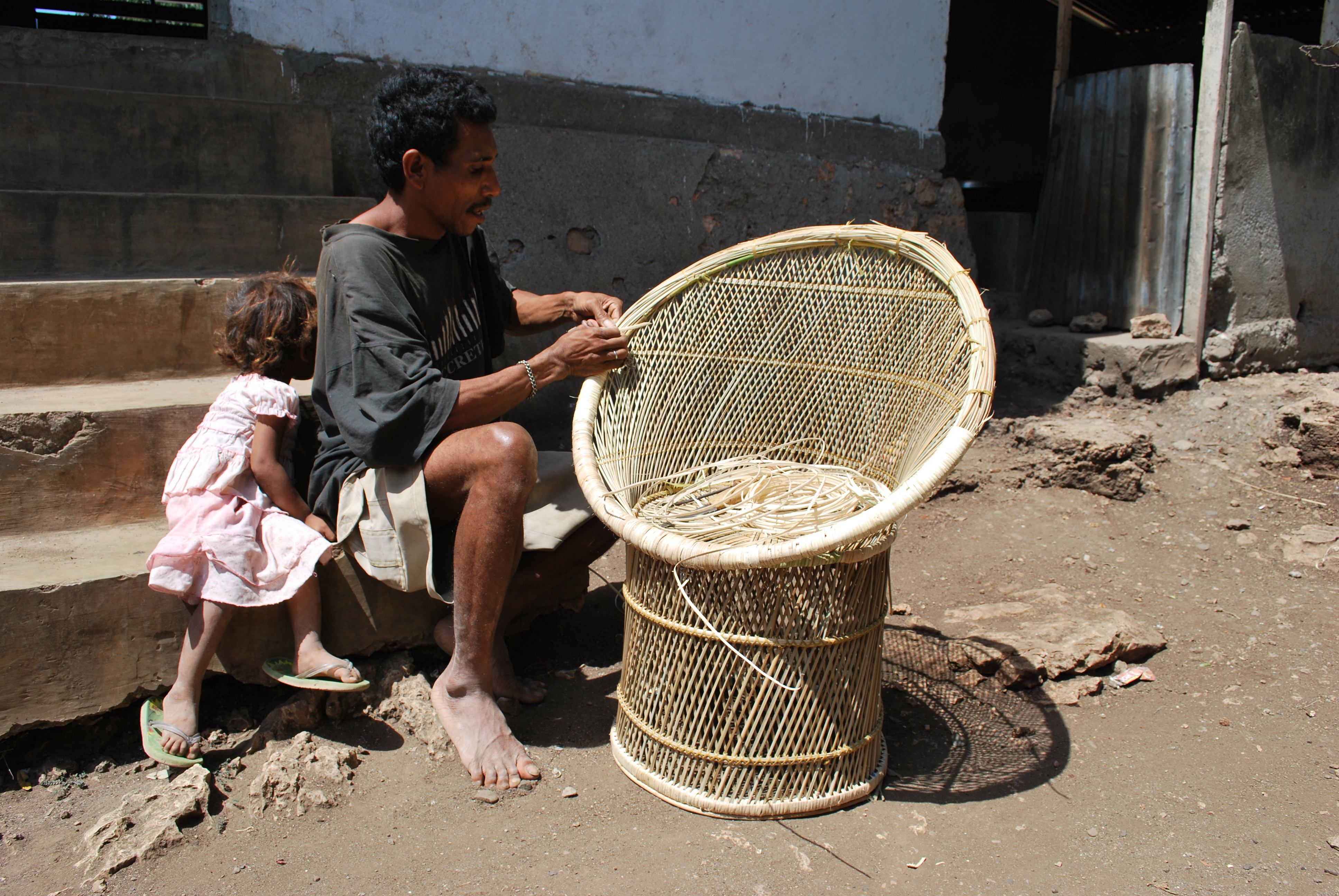
Möbelmacher in Baucau
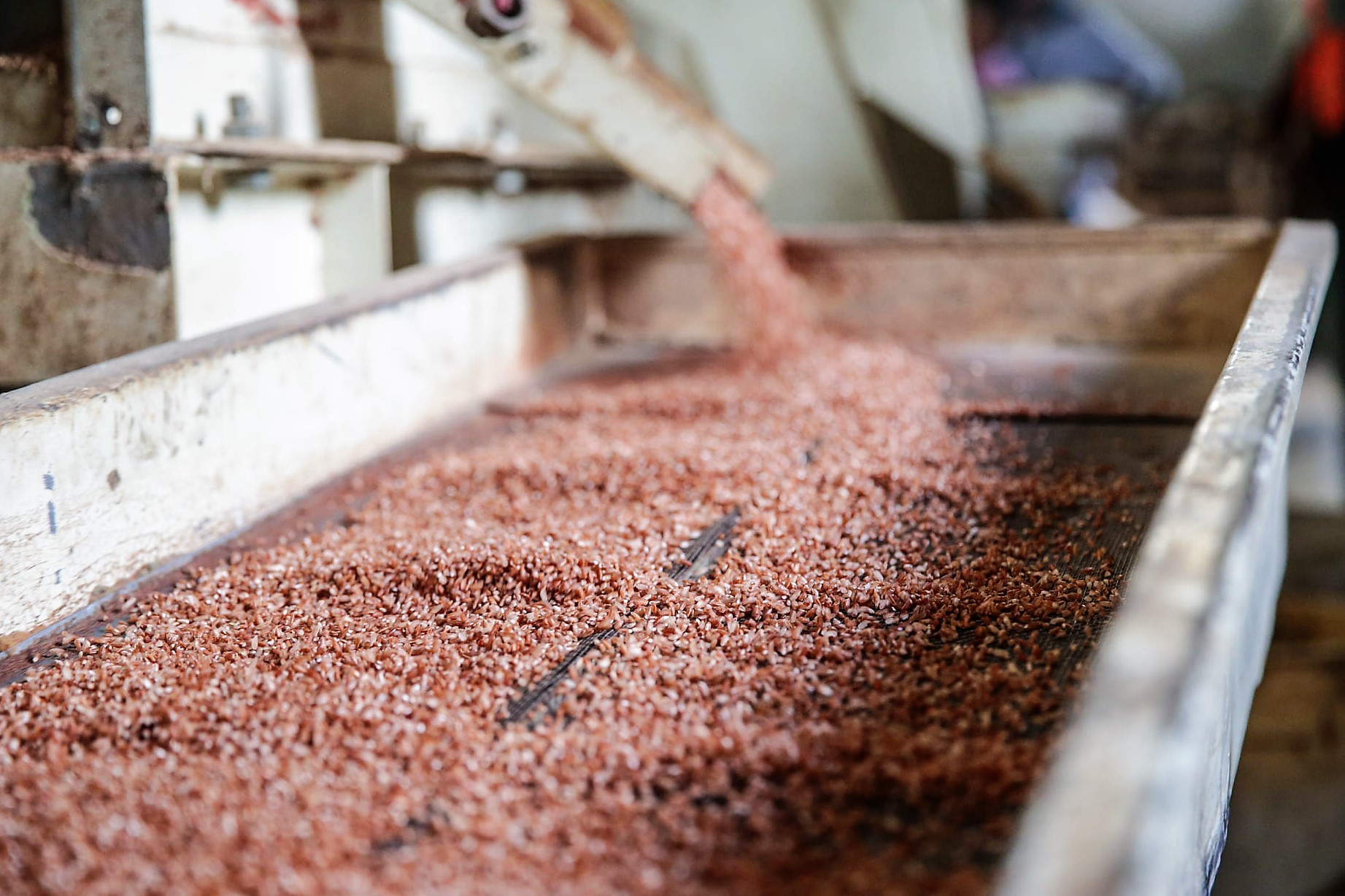
Verarbeitung von Lichtnüssen in Gariuai

## Partnerschaften
- Darebin City, Australien
- Seixal, Portugal (seit dem 6. Mai 2000)[25][26]
- Yarra City, Australien[27]